# Piciformes

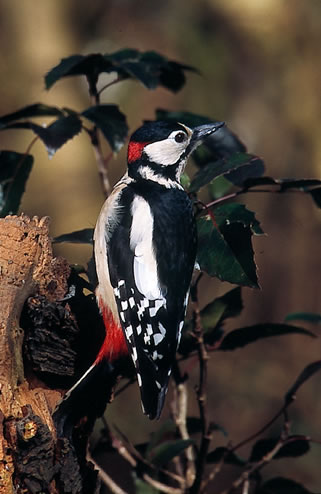
Picot garser gros (Dendrocopos major).

Els Piciformes són un ordre d'ocells neògnats format per unes nou famílies, totes elles de distribució tropical, a excepció dels pícids, que arriben fins gran part de la regió holàrtica.

## Morfologia
- Son ocells de petits a mitjans, variant entre els 7 grams del picotet d'Indonèsia (Sasia abnormis) i els 500 grams del tucà pitgroc (Ramphastos ambiguus).
- Aspecte en general vistós i colorit. Algunes espècies, com ara Jynx torquilla'''', són però molt críptiques.
- Són molt característics els peus zigodàctils, amb dos dits dirigits cap avant i dos cap arrere, amb uns tendons molt especialitzats.
- Plomatge dens, amb 9 a 11 plomes primàries i 8 a 12 caudals.
- Escàs dimorfisme sexual, amb petites (o cap) diferències entre els sexes.[1]

## Hàbitat i distribució
Totes les famílies habiten principalment en boscos de les regions tropicals, excepte Austràlia, Nova Zelanda, Madagascar i Polinèsia, arribat únicament una família, els pícids (Picidae), a les zones temperades i fredes d'Europa, Àsia i Nord-amèrica, estant absents dels deserts més àrids.

## Reproducció
- Crien dins cavitats als arbres o terra, on ponen 2 a 5 ous blans.
- Generalment els dos pares coven i alimenten els fills, però els indicatòrids són paràsits de posta.
- Naixen cecs i nus.

## Alimentació
La major part són insectívors, però els tucans mengen fruites i els indicatòrids cera d'abella.

## Curiositats
Alguns membres de la família dels pícids, són capaços de foradar planxes de plom que es col·loquen, precisament, amb la intenció de protegir la fusta de les caixes niadores, situades en boscos freqüentats per aquests ocells.

## Sistemàtica
S'han descrit 9 famílies amb 74 gèneres i 485 espècies:
- Subordre Galbulae.
  - Família dels bucònids (Bucconidae), amb 12 gèneres i 38 espècies.
  - Família dels galbúlids (Galbulidae), amb 5 gèneres i 19 espècies.
- Subordre Pici.
  - Família dels megalaimids (Megalaimidae), amb 2 gèneres i 35 espècies.
  - Família dels líbids (Lybiidae), amb 10 gèneres i 52 espècies.
  - Família dels capitònids (Capitonidae), amb dos gèneres i 18 espècies.
  - Família dels semnornítids (Semnornithidae), amb 1 gènere i dues espècies.
  - Família dels ramfàstids (Ramphastidae), amb 5 gèneres i 50 espècies.
  - Família dels indicatòrids (Indicatoridae), amb 4 gèneres i 16 espècies.
  - Família dels pícids (Picidae), amb 33 gèneres i 255 espècies.